# Kalevi Keskstaadion
Das Kalevi Keskstaadion (deutsch Kalev Zentralstadion) ist ein Fußballstadion mit Leichtathletikanlage in der estnischen Hauptstadt Tallinn.

## Geschichte

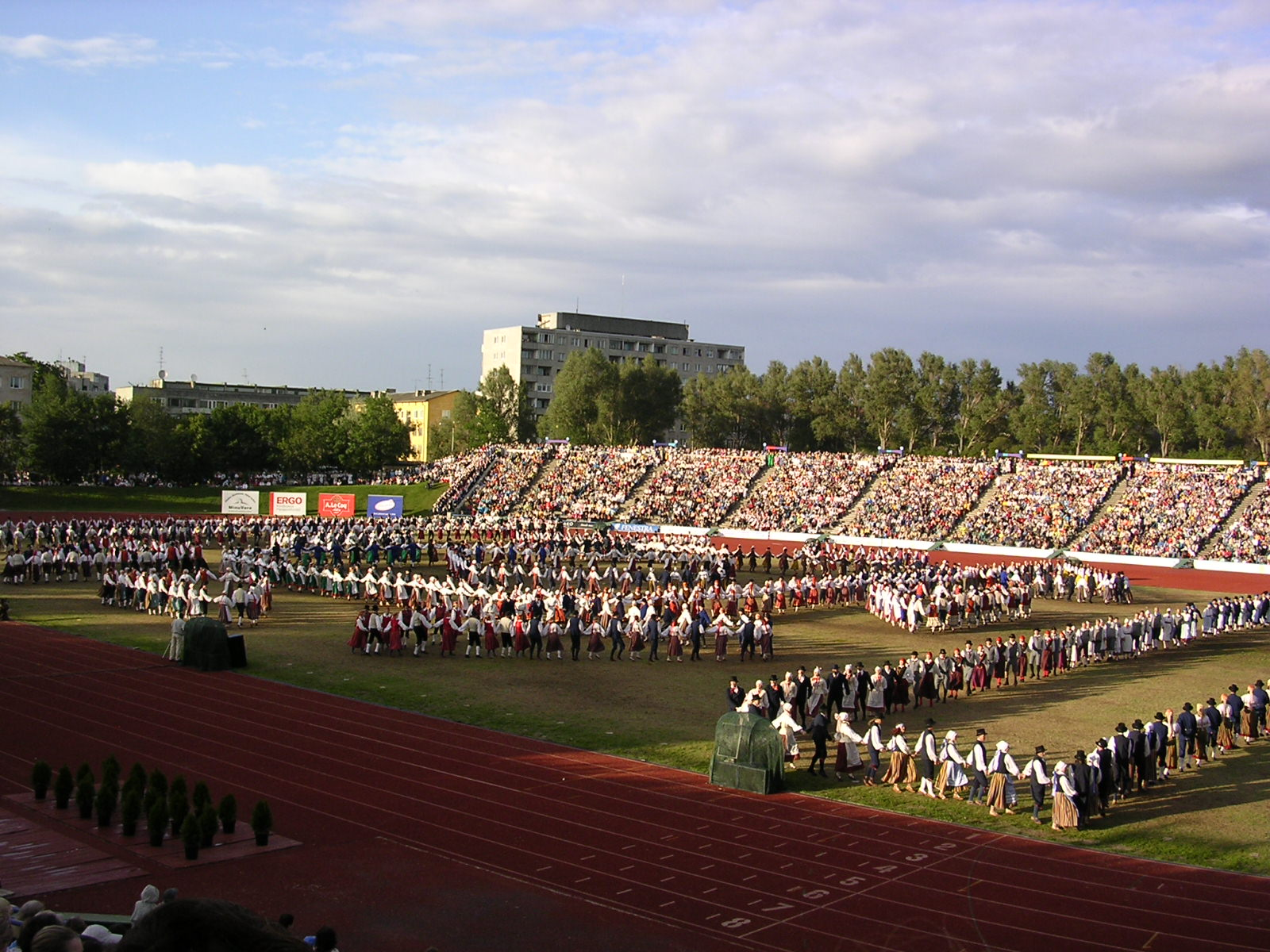
Das XVII. Üldtantsupidu (2004) im Kalevi Keskstaadion

Das Kalevi Keskstaadion wurde 1955 eröffnet. Während der sowjetischen Besetzung Estlands hieß es Komsomoli staadion. Es wurde 2004 umfassend saniert. Seit 1955 findet das Tanzfestival Üldtantsupidu im Stadion statt. Die Sportstätte ist ein Mehrzweckstadion mit großer Rasenfläche im Zentrum Tallinns (Stadtteil Kesklinn). Es wird heute hauptsächlich für Fußballspiele genutzt, daneben aber auch für Leichtathletik- und Tanzveranstaltungen sowie Kundgebungen. Es ist das Heimstadion des estnischen Zweitligisten JK Tallinna Kalev. Bis zur Fusion 1998 mit dem FC Levadia Maardu und dem FC Levadia Tallinn trug auch JK Tallinna Sadam seine Partien im Kalevi Keskstaadion aus. Das Stadion bietet Platz für 11.500 Besucher, es besitzt aber keine Flutlichtanlage.